# Edgar Wollgandt

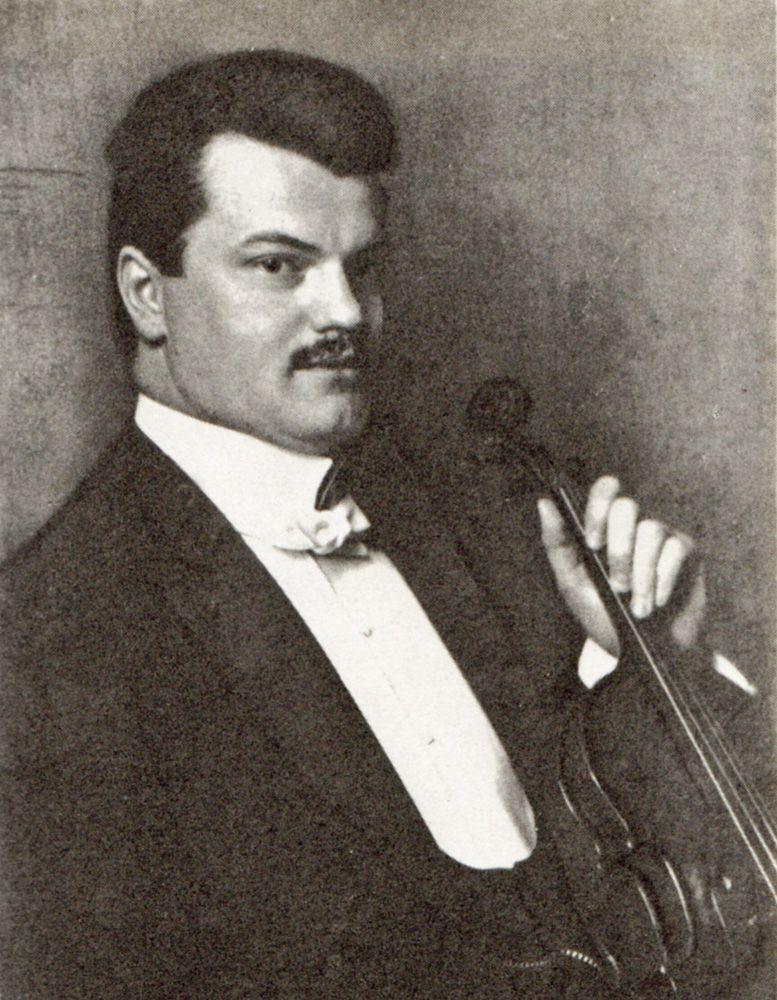
Edgar Wollgandt, um 1905

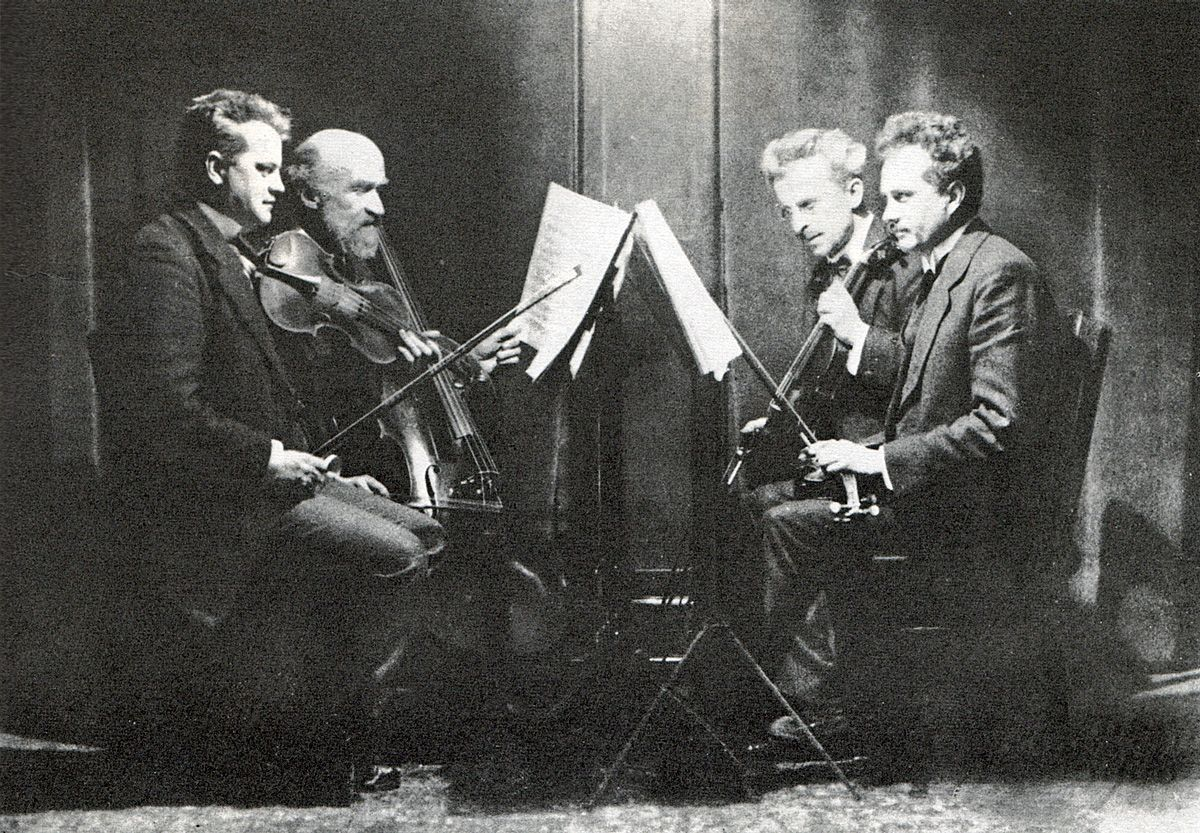
Edgar Wollgandt (li.) im Gewandhaus-Quartett (um 1920)

Edgar Wollgandt (* 18. Juli 1880 in Wiesbaden; † 25. Dezember 1949 in Halle (Saale)) war ein deutscher Violinist.

## Leben

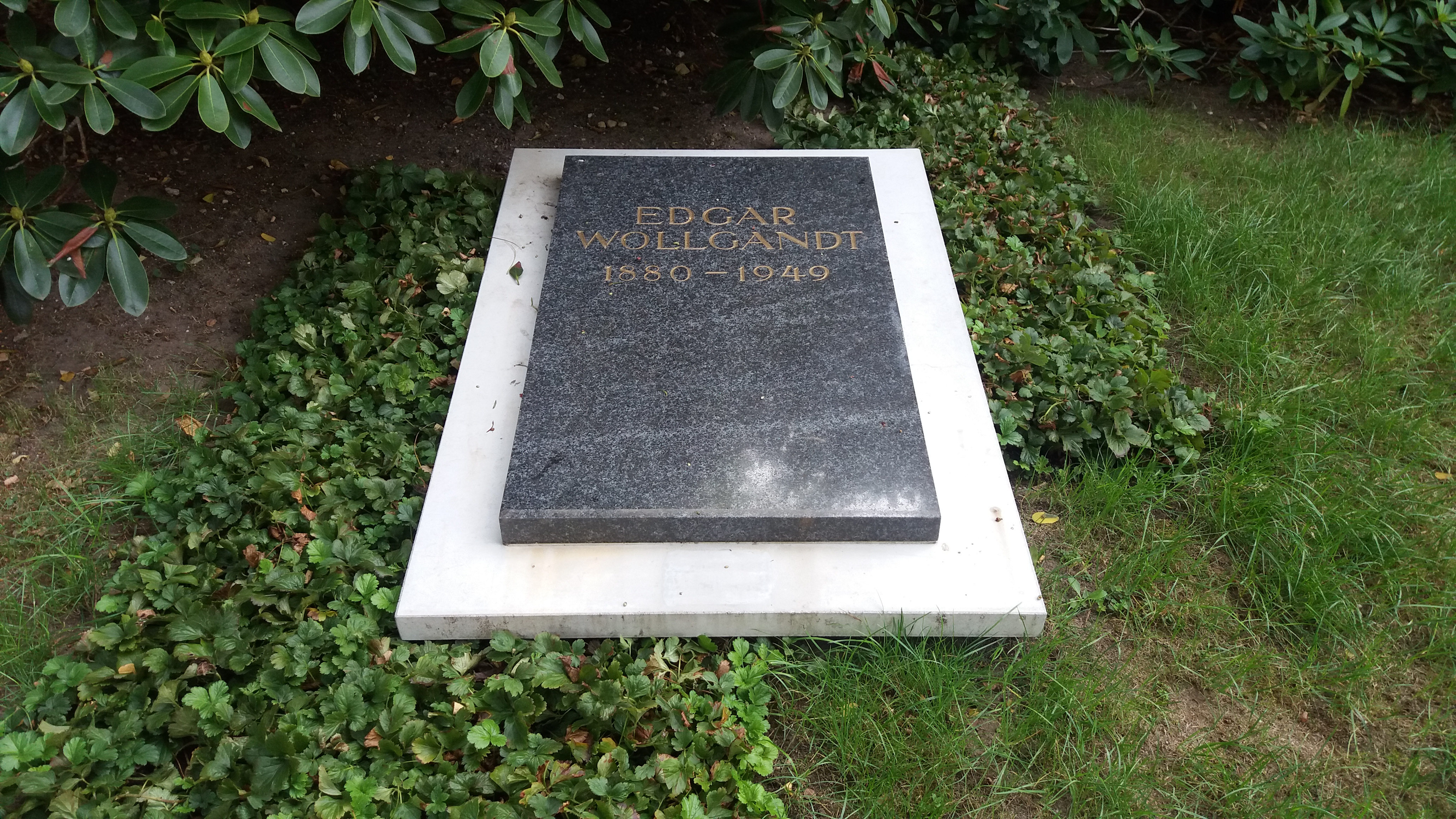
Seine Grabstätte (2011)

Sein Vater war der Fagottist und königliche Kammermusiker Adelhardt Wollgandt. Nach dem Besuch eines Wiesbadener Realgymnasiums leistete Wollgandt zunächst als Einjährig-Freiwilliger seinen Wehrdienst ab. Bis 1897 studierte er am Konservatorium in Wiesbaden, danach von 1897 bis 1900 am Hoch’schen Konservatorium in Frankfurt bei Hugo Heermann Violine. Gleichzeitig spielte er im Frankfurter Opern- und Museumsorchester.
Von 1900 bis 1903 war er an der Hannoverschen Hofkapelle engagiert und wurde 1901 Solo-Violinist und stellvertretender Konzertmeister ebendort. Im gleichen Jahr wurde er zum Königlichen Kammermusiker ernannt. In den Jahren 1901, 1902, 1908, 1909, 1911, 1912, 1930, 1931, 1933, 1934 sowie 1936–44 war er Mitglied im Bayreuther Festspielorchester, in den späteren Jahren als Konzertmeister. 1903 wurde er Erster Konzertmeister des Gewandhausorchesters und Primarius des Gewandhaus-Quartetts, dessen Stelle er bis 1941 innehatte. 1916 wurde er zum Militärmusikdienst beim Reserve Infanterie-Regiment 107 in Borna herangezogen.
1928 erhielt er eine Professur und unterrichtete an der Staatlichen Hochschule für Theater und Musik Halle. 1941 wurde er Lehrer für Violine am Leipziger Konservatorium. Zu seinen Schülern gehörten u. a. Gerhard Bosse und Arnold Matz.
Seit 1906 war Wollgandt mit Käthe Nikisch, der Tochter der Schauspielerin Amélie Heussner und des Dirigenten Arthur Nikisch, verheiratet. Wollgandt ist auf dem Südfriedhof in Leipzig begraben.